# Fairbury (Nebraska)
Fairbury is een plaats (city) in de Amerikaanse staat Nebraska, en valt bestuurlijk gezien onder Jefferson County.

## Demografie
Bij de volkstelling in 2000 werd het aantal inwoners vastgesteld op 4262. In 2006 is het aantal inwoners door het United States Census Bureau geschat op 4010, een daling van 252 (-5,9%).

## Geografie
Volgens het United States Census Bureau beslaat de plaats een oppervlakte van 5,0 km², geheel bestaande uit land. Fairbury ligt op ongeveer 404 m boven zeeniveau.

## Plaatsen in de nabije omgeving
De onderstaande figuur toont nabijgelegen plaatsen in een straal van 20 km rond Fairbury.

## Geboren
- Irene Worth (1916-2002), actrice